# Naftali Botwin
Naftali Botwin, né en 1905 à Kamianka-Bouzka, dans l'empire d'Autriche-Hongrie, et mort le 6 août 1925 à Lwów alors en Pologne, est un militant communiste juif polonais, qui fut exécuté pour le meurtre d'un agent de la police secrète polonaise. Pendant la guerre civile espagnole, la compagnie Naftali Botwin est nommée en son honneur.

## Biographie

### Jeunesse
Izaak Naftali Botwin naît en Ukraine en 1905, à l'époque de la domination austro-hongroise, dans une famille juive pauvre dont il est le huitième enfant. Son père étant décédé tôt, il gagne sa vie dès son plus jeune âge en acceptant tout travail qu'il peut trouver. Le dernier emploi qu'il occupe est assistant tailleur.
En 1922, il adhère au Tsukunft, l'organisation de jeunesse de l'Union générale des travailleurs juifs de l'Empire russe. Un an plus tard, il devient membre de ce mouvement et adhère à l'Union de la jeunesse communiste d'Ukraine occidentale.
En 1925, il est membre du Parti communiste d'Ukraine occidentale, actif dans la partie orientale de la Pologne de l'entre-deux-guerres.

### Assassinat de Józef Cechnowski
Le 28 juillet 1925, Naftali Botwin abat Józef Cechnowski à Lwow. Cechnowski, un agent de la police secrète polonaise Defensywa, s'était infiltré dans le parti communiste et travaillait comme informateur. Botwin est arrêté sur le lieu du crime sans opposer de résistance.
Son procès est bref, Botwin plaidant coupable et acceptant toutes les conséquences. Le verdict est annoncé un jour plus tard : il est condamné à mort. L'avocat de la défense demande la grâce présidentielle, mais le président Stanisław Wojciechowski la rejette.
Naftali Botwin est fusillé le 6 août 1925 à la prison Brygidki de Lwow. Il refuse d'avoir les yeux bandés. Il prononce ces dernières paroles : « À bas la bourgeoisie ! Vive la révolution sociale ! ». Il est enterré au cimetière Yaniv à Lwow.

## La compagnie Naftali Botwin
En décembre 1937, les volontaires juifs de la guerre civile espagnole fondent la compagnie Naftali Botwin. Elle est une sous-section du Bataillon Dombrowski des Brigades internationales.

### Une pièce de théâtre à l'origine
En 1936 se joue à Belleville une pièce de théâtre ayant pour thème Naftali Botwin, mise en scène par le dramaturge soviétique Abraham Wieviorka, selon l'historien Arno Lustiger. Elle a du succès même si le héros n'est pas figure très connue du mouvement ouvrier juif polonais hors de Pologne.
Luigi Longo dit « Gallo », Commissaire général des Brigades internationales, présente la création de la compagne comme l’accomplissement d’une promesse faite à Naftali et les historiens ont identifiés d'autres buts liés à cette reconnaissance.
Pour commencer, la compagnie est formée au début de 1938 de 120 Juifs, polonais, hongrois ou tchécoslovaques.

### Objectifs
La compagnie Botwin n’eut pas pour rôle de rassembler, représenter les volontaires juifs, ou accueillir des volontaires parlant le yiddish mais d'exalter la présence d'ouvriers juifs parmi les combattants et de conserver l'influence communiste chez eux, pour la plupart issus de France et de Belgique, la faisant appaitre comme une une « clef de lecture exemplaire des Brigades internationales comme un projet politique plutôt que militaire ».
Le départ en Espagne est souvent un exemple donné par les militants les plus respectés, polonais ou pas. Juste avant de partir en Espagne, Albert Senez, mineur de Lourches, secrétaire général du syndicat unitaire des mineurs du bassin d’Anzin au début des années 1930, qui regroupait près de 2 400 adhérents, avait été du 28 septembre 1935 au 15 janvier 1937, élève de l’École léniniste internationale, sous le nom de Jules Lenoir, comme Georges Wallers de la même promotion. A son retour en France en 1939, le premier s’installa définitivement dans les Bouches-du-Rhône, rencontrant comme beaucoup son épouse en Espagne.
Les "Polonais" ont constitué plus de 14% de tous les brigadistes internationaux pendant la Guerre d'Espagne, leur effectif comptant de 5 000 à 5 400 hommes, dont 3000 issus de l’immigration demeurant en France. D'autres estimations parlent de 3 800 mineurs polonais travaillant en France. L'expérience acquise pendant deux ans de combats en Espagne, fait qu'un nombre important d’anciens de la 13e BI « Dąbrowski se voient ensuite « confiées les missions à caractère militaire » qui ont permis à la Résistance de s'enhardir, comme lors de la grande grève des mineurs de mai-juin 1941.
En analysant les archives du Komintern pour sa thèse, l'historien Rémi Skoutelsky a découvert qu'ils étaient « ouvriers dans leur écrasante majorité » . Parmi ces derniers, nombre de « mineurs, issus pour la plupart du pas-de-calais ».

### Composition
D'octobre 1936 à l’été 1938, de 32000 à 40000 combattants non-espagnols ont participé aux brigades internationales, selon les estimations de différents historiens. Parmi eux, près d’un tiers étaient Français soit environ 10000, dont 3000 tués lors des combats. C'est de loin la plus nombreuse de la cinquantaine de nationalités représentées,. La moitié avait de 26 à 34 ans et un sur deux vient de la région parisienne, le reste surtout du Nord Pas-de-Calais, les trois grandes régions socialistes, Midi-Pyrénées, Languedoc-Roussillon et Aquitaine, ne pesant que 5 %.
Les 4/5e des membres de la compagnie Botwin, qui étaient eux essentiellement des immigrés s'exprimant yddish, venaient de France, et presque tous étaient membres du Parti Communiste. Selon l’historienne de l’immigration polonaise en France Janine Ponty, environ 90 000 juifs-polonais étaient recensés en 1939. Dans la foulée des rassemblements de Front populaire, et du quotidien communiste Naye Prese (Presse Nouvelle) édité depuis 1934, les organisations juives de gauche créèrent à Paris le Mouvement Populaire Juif (MPJ) en octobre 1935, qui revendiquait 30000 adhérents, associant les socialistes du Bund, diverses associations juives de gauche et les communistes de la Main d’Œuvre Immigrée (MOI) puis la guerre d’Espagne dès 1936 « renforça la dynamique unitaire », ensuite « troublée par la semi-dissolution surprise par la direction du PCF de ces sous-sections étrangères spécifiques en mars 1937 ».

### Livre-album de propagande et journal
Lors de la création de la compagnie, la journaliste communiste juive et soviétique Gina Medem, alors aux USA, reçut la charge de rédiger un livre-album, Les juifs volontaires de la liberté. Un an de lutte dans les Brigades internationales,, insistant sur l'appartenance culturelle yiddish, "point de concentration de la propagande des Brigades internationales vers le mouvement ouvrier juif". Les volontaires sont présentés sous le jour de courage, leur fusil, plus que sur les enjeux de leur présence.
Arrivée aux États-Unis en 1921, Gina Medem était la femme de Wladimir Medem, fondateur d'une organisation juive socialiste aux USA. Elle devint même la " Pasionaria juive '" des Brigadistes. Elle avait travaillé pour la Banque Amalgamée de New York jusqu'en 1926, tout en donnant des conférences dans des clubs ouvriers de gauche sur le rôle de la femme soviétique et sur la condition des Juifs en Russie soviétique, puis a renouvelé l'expérience ailleurs et vécu en Espagne en 1937-1938, en tant que correspondante du magazine new-yorkais qui l'employait. Quelques mois avant son livre-album de l'hiver 1937-1938, une édition du journal des Brigades internationales, « Le Volontaire de la Liberté, avait été publiée en langue yiddish, afin d'être diffusé à Paris lors du Congrès mondial de la culture Yiddish. La compagnie a également publié un journal en yiddish appelé Botwin.

### Etendard financé à Paris et chants de marche
Trois hymnes ou chants de marche furent composés pour la compagnie, exaltant son caractère prolétarien" plus que la judéité des combattants. Le comité de parrainage parisien lui offre un étendard portant la devise bundiste et patriote polonaise « Pour votre liberté et la nôtre », en espagnol, polonais et yiddish, devenue "un artefact mémoriel immédiat".
Un cinquième des volontaires polonais des Brigades internationales étaient juifs, selon l’historien polonais Gabriel Ersler Sichon et le contingent polonais, majoritairement composé de communistes et communisants était à 85% issus des immigrations polonaises, près des trois-quarts  de ces immigrés venant de France et de Belgique.

### Décimée en février 1938
Cette compagnie « Botwin » est en grande partie décimée durant l'offensive en Extremadure de février 1938. Emanuel Mink en sera le dernier commandant.